# Planetesimal

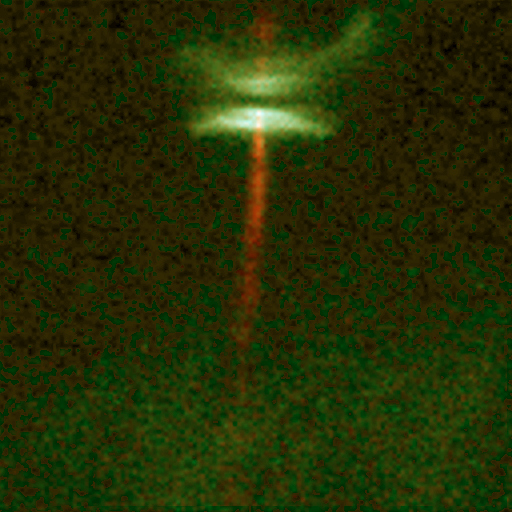
Disco protoplanetario HH-30 en la constelación de Tauro.

Un planetesimal o disco planetesimal es un objeto sólido con un diámetro mayor a 1 km aproximadamente en la nebulosa solar, cuya fuerza interna está dominada por su propia gravedad que se estima que existe en los discos protoplanetarios. En esa primitiva nebulosa de gases y polvo en forma de disco, las partículas sólidas más masivas actuarían como núcleo de condensación de las más pequeñas, dando lugar a objetos sólidos cada vez más grandes que, en el curso de millones de años, acabarían creando los planetas.

## Formación y evolución de los planetesimales
En la teoría comúnmente aceptada sobre la formación de los planetas, la denominada hipótesis nebular, sostiene que los planetas se forman por la agregación de gas y polvo que condensan y se van uniendo para formar cuerpos cada vez más grandes, denominados planetesimales. Cuando estos alcanzan una medida central aproximada de un kilómetro, podrían atraerse unos a otros debido a su propia gravedad, ayudando a un crecimiento mayor hasta la creación de protoplanetas con un centro sólido del tamaño aproximado entre Ceres y la Luna. Los cuerpos más pequeños que los planetesimales no ejercen una atracción gravitaria suficiente sobre las partículas vecinas como para agregarlas, pero aun así se producen colisiones debido al movimiento browniano de las partículas o a turbulencias en el gas. Alternativamente, algunos planetesimales también podrían haberse formado dentro de una espesa capa de granos de arena situada en el plano medio de un disco protoplanetario, y que experimentase una inestabilidad gravitacional colectiva. Muchos de los planetesimales se destruirían debido a colisiones violentas, pero unos cuantos de los más grandes podrían sobrevivir a esos encuentros y continuar creciendo hasta convertirse, primero en protoplanetas y posteriormente en planetas.
Está generalmente aceptado que hace aproximadamente 3800 millones de años, tras un período conocido como el bombardeo intenso tardío (Late heavy bombardment), muchos de los planetesimales dentro del sistema solar habían sido o bien expulsados del mismo, a distantes órbitas excéntricas tales como la nube de Oort, o bien habían colisionado con objetos más grandes debido a la atracción de los grandes planetas gaseosos (particularmente Júpiter y Neptuno). Unos pocos planetesimales podrían haber sido capturados como lunas, tales como Fobos, Deimos (las lunas de Marte), o muchas de las lunas pequeñas y de gran inclinación de los planetas gigantes gaseosos, en especial Febe, una pequeña luna de Saturno. En la actualidad se están observando diversas zonas que, según los indicios recogidos, estarían en plena formación de planetesimales.
Los planetesimales que han sobrevivido hasta nuestros días son muy valiosos para la ciencia, ya que contienen información acerca del nacimiento de nuestro sistema solar. Aunque su exterior haya estado sujeto a una intensa radiación solar (lo que habría alterado su composición), su interior contiene un material prístino, esencialmente idéntico desde la propia formación del planetesimal, por tanto son la materia prima que da lugar a los protoplanetas. Esto convierte a cada planetesimal en una "cápsula del tiempo", y su composición podría contarnos mucho acerca de las condiciones de la nebulosa protosolar desde la que nuestro sistema planetario se formó.

## Definición de planetesimal
La palabra planetesimal viene del concepto matemático infinitesimal, y literalmente significa "planeta infinitamente pequeño"
Aunque el nombre se aplica siempre a pequeños cuerpos durante el "proceso" de formación de los planetas, algunos científicos usan la palabra también como término general para referirse a muchos cuerpos menores del sistema solar (tales como asteroides y cometas) que sobrevivieron al proceso de formación. Un grupo de expertos en formación de planetas propuso en una conferencia en 2006 la siguiente definición de planetesimal:

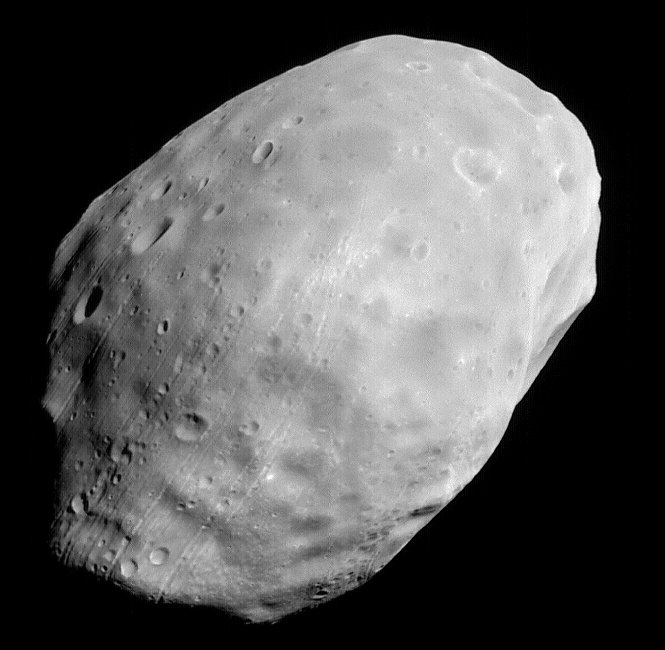
Imagen de Fobos, posible planetesimal superviviente al proceso de formación de planetas.

  Un planetesimal es un objeto sólido que surge durante el proceso de acumulación de planetas,
   cuya fuerza interna está dominada por su propia gravedad, y cuya dinámica orbital
   no es afectada significativamente por el arrastre del gas. Esto corresponde 
   a objetos que tenían un diámetro mayor a aproximadamente 1 km en la nebulosa solar.

En el actual sistema solar, estos cuerpos pequeños se clasifican habitualmente por su dinámica y su composición, y podrían haber subsecuentemente evolucionado hasta convertirse en cometas, objetos del cinturón de Kuiper o asteroides troyanos, por ejemplo. En otras palabras esos objetos que ahora conocemos por otros nombres no son más que planetesimales que sobrevivieron al proceso de formación planetaria; así, es posible referirse a ellos por uno u otro nombre.
En todo caso, se ha de hacer notar que la definición citada no está aprobada por la Unión Astronómica Internacional, y otros grupos de trabajo podrían adoptar la misma u otras definiciones.